# Корель, Иван Иванович
Иван Иванович Корель (1882, Петербург — 1954, Ленинград) — советский библиограф, историк, педагог, участник Гражданской войны, доброволец в Красной армии с 1919 по 1920 года, депутат Петросовета и Ленсовета. 

## Биография
Родился в 1882 году в Петербурге. В 1902 году окончил мужскую гимназию № 8, поступил в Петербургский университет на историко-филологический факультет. В 1903 году был исключён.. В 1904 году ему удалось продолжить обучение. В студенческие годы был председателем Совета старост университета от социал-демократической фракции.
1 января 1911 году Иван Иванович был арестован и выслан за революционную деятельность в Архангельскую губернию. Жил в Кегострове и работал библиотекарем общества изучения русского Севера. В 1913 году вернулся и устроился работать корректором в типографии.
В 1917 году – член продовольственной управы Адмиралтейского района, в 1918 г. – заведующий подотделом охраны труда Петроградского губернского отдела труда.
С 1922 по 1924 года был заведующим отделом труда, членом коллегии Северо-Западного областного управления труда. С 1924 по 1925 года преподавал в ВУЗах Ленинграда С 1924 по 1929 годы работал инспектор по вузам в управлении Уполномоченного Наркомпроса по вузам и рабфакам Ленинграда.
С 1929 года работал в Музее революции заместителем директора по научной части, в 1931 году перешёл в Президиум АН СССР, по 1934 год был секретарём в комитете научных консультаций и пропаганды научных достижений, с 1934 года заведующим по научной части в комитете по подготовке научных кадров.
Умер в 1954 году похоронен на Богословском кладбище в Петербурге.

## Область научных интересов
Библиограф, историк, библиотечный и музейный сотрудник. Педагог, читал курсы по политической экономии и трудовому законодательству.

## Изданные работы
- Корель И. Гений Русского Севера: (К 200-летию со дня рождения М. В. Ломоносова) // Известия Архангельского общества изучения русского Севера. 1911. № 21
- Корель И. Судьба кадетско-эсеровских агитаторов // Ленинградский университет. 1937. 14 ноября. № 35 (305). С.2.
- Корель И. Как я учился в старом университете // Ленинградский университет. 1937. 7 ноября. № 34 (304). С.2.
- Корель И. Знаменитые питомцы нашего университета // Ленинградский университет. 1938. 12 мая. № 22. С.3.
- Корель И. Из прошлого нашего университета (к 119 годовщине) // Ленинградский университет. 1938. 23 февраля. № 9. С.4.
- Корель И. Петербургский университет на службе революции в 1906—1907 году (Воспоминания студенческого старосты) // Ленинградский университет. 1939. 28 февраля. № 9 (359). С.4.
- Корель И. Петербургский университет на службе революции в 1906—1907 году (Воспоминания студенческого старосты) [Продолжение] // Ленинградский университет. 1939. 5 марта. № 10 (360). С.4.
- Корель И. Петербургский университет на службе революции в 1906—1907 году (Воспоминания студенческого старосты) [Окончание] // Ленинградский университет. 1939. 10 марта. № 11(361). С.4.
- Корель И. Дорогие воспоминания [В. И. Ленин и Петербургский университет] // Ленинградский университет. 1941. 24 января. № 4 (448). С.2.
- Корель И. Книжные богатства Ленинградского государственного университета // Историк-марксист. 1941. № 2. C.143-145.
- Корель И. Двадцать шесть бакинских комиссаров: 30 лет со дня их расстрела // Календарь памятных дат. Л., 1948. № 433.
- Корель И. Эрнст Тельман (1886—1944): К 65-летию со дня рождения // Календарь памятных дат. Л., 1951. № 632.
- Корель И. Н. Г. Чернышевский и Публичная библиотека // Труды Государственной публичной библиотеки. 1957. Т. 3 (6)
- Корель И. И. Воспоминания студенческого старосты // Ленинградский университет в воспоминаниях современников. Л., 1982. Т. 2. С. 80-95

## Награды
Геннадий Андреевич получил следующие награды:
• Медаль «За оборону Ленинграда»
• Медаль «За доблестный труд в Великой Отечественной войне 1941—1945 гг.»